# Kepkaleh
Kepkaleh (persiska: كِيكَلِه, کپکله) är en ort i Iran.   Den ligger i provinsen Hamadan, i den nordvästra delen av landet, 290 km sydväst om huvudstaden Teheran. Kepkaleh ligger 2 031 meter över havet och antalet invånare är 178.
Terrängen runt Kepkaleh är kuperad.Runt Kepkaleh är det ganska tätbefolkat, med 192 invånare per kvadratkilometer. Närmaste större samhälle är Komāzān, 4,2 km norr om Kepkaleh. Trakten runt Kepkaleh består i huvudsak av gräsmarker.